# 尚卡尔-伊哈桑-莱伊

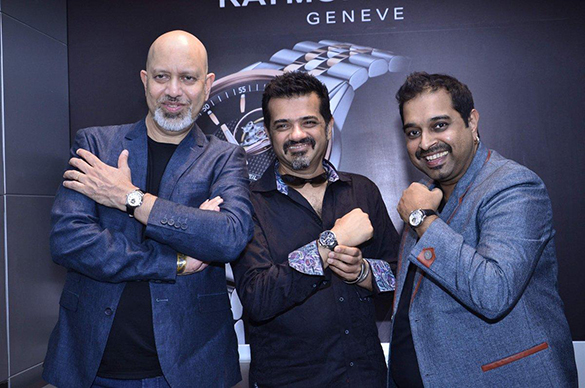
尚卡尔-伊哈桑-莱伊

尚卡尔-伊哈桑-莱伊是印度的一个三人樂隊，成立於1997年。 他們用印地语、泰卢固语、泰米尔语、马拉地语和英语创作了50多首歌曲。 該樂隊的成員獲得過印度國家電影獎、印度電影觀眾獎並參加國際印度電影大獎頒獎禮。火車站上的愛情、我的名字叫可汗、 人生不再重来等電影中均有該樂隊創作的歌曲。